# Бакрадзе, Иосиф Зосимович
Иосиф Зосимович Бакрадзе (груз. იოსებ ზოსიმეს ძე ბაქრაძე, 1 [13] февраля 1850, Арбо, Тифлисская губерния, Российская империя — 14 [27] мая 1904, Тифлис, Тифлисская губерния, Российская империя) — грузинский поэт, публицист, переводчик.

## Биография
Родился в семье священника. Мать, Мариам Гвирадзе, образованная и начитанная женщина, была известна как выдающийся рассказчик и знаток грузинской литературы.
С детства Иосиф рос вместе с Нико Ломоури. Получил начальное образование в Горийской духовной семинарии, после её окончания учился в Тифлисской духовной семинарии.
Публиковался с 1870-х годов. Писал стихи, статьи, переводил для журналов и газет «Дроэба», «Иверия», «Мнатоба» и «Квали» (рус. «Борозда»). Псевдонимами Бакрадзе являются «И. Элакидзе», «И. Окриашвили», «Г. Тенадзе», «Г. Цимакуридзе».
Внёс большой вклад в репертуар грузинского национального театра. Вместе с Сундукяном он перевёл его пьесы «Пепо» (1895), «Хатабала», «Еще одна жертва», а также Байрона (Иверия, 1879), Скотта («Айвенго» опубликовано отдельной книгой, 1895, 1938), Альфьери «Вирджиния» (1873), Гуцкова «Уриэль Акоста», «Мария Стюарт» Шиллера (1892) и «Страсти мертвых», автор книги В. Потто «Грузия и ее историческое прошлое» (опубликовано отдельно, 1894). Некоторые из оригинальных или переведенных стихов Бакрадзе — «Я грузин!» («У меня нет ни дома, ни двери»), Гейне «Turfav, Turfav», народные песни. Выступил первым переводчиком произведений Ованеса Туманяна.
С 1879 года являлся действительным членом «Общества распространения грамотности среди грузин».
Зять — Варлам Бурджанадзе